# Stanislaw Wassiljewitsch Jemeljanow

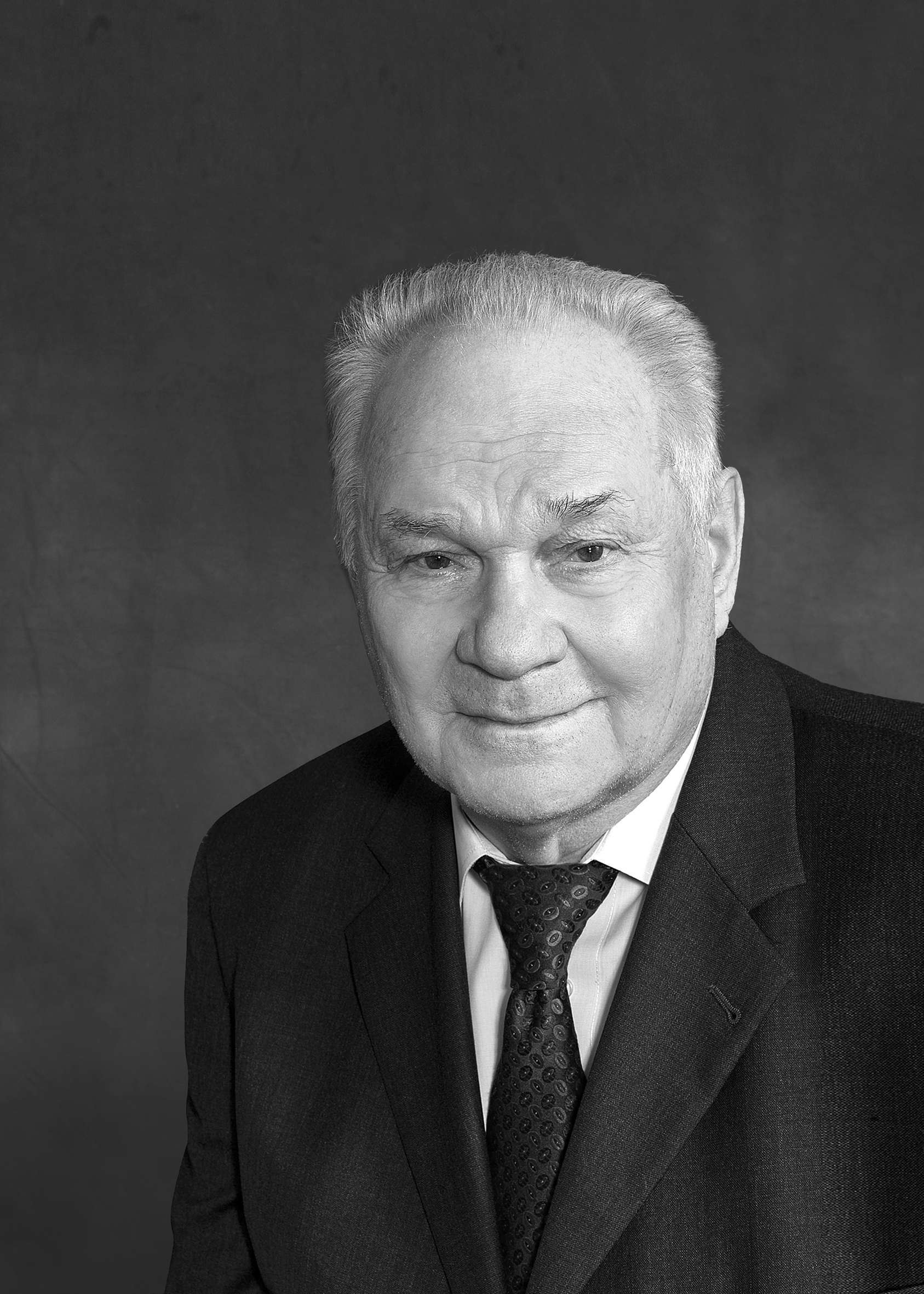
Stanislaw Wassiljewitsch Jemeljanow

Stanislaw Wassiljewitsch Jemeljanow (russisch Станислав Васильевич Емельянов; * 18. Mai 1929 in Woronesch; † 15. November 2018 in Moskau) war ein sowjetisch-russischer Mathematiker, Kybernetiker, Informatiker und Hochschullehrer.

## Leben
Jemeljanow studierte am Moskauer Luftfahrtinstitut (MAI) mit Abschluss 1952.
Es folgte die Aspirantur am Moskauer Institut für Automatik und Telemechanik der Akademie der Wissenschaften der UdSSR (AN-SSSR), nach deren Abschluss er 1958 mit Erfolg seine Dissertation über die Stabilisierung und Qualitätsverbesserung dynamischer Systeme durch nichtlinear korrigierende Regelungen des Typs Kljutsch (Schlüssel) für die Promotion zum Kandidaten der technischen Wissenschaften verteidigte.
Jemeljanow blieb am Institut für Automatik und Telemechanik. 1964 verteidigte er seine Doktor-Dissertation über Systeme der automatischen Steuerung (SAR) mit variabler Struktur mit Erfolg für die Promotion zum Doktor der technischen Wissenschaften, wobei Boris Petrow sein 1. Berater war.
1965 wurde Jemeljanow Vizedirektor des Moskauer Instituts für Probleme der Steuerung der AN-SSR. Die Ernennung zum Professor folgte 1966. Er wurde 1970 zum Korrespondierenden Mitglied der AN-SSSR gewählt. 1977 wurde er Direktor des nun internationalen Instituts für Probleme der Steuerung. 1984 wurde er zum Vollmitglied der AN-SSSR gewählt, die 1991 die Russische Akademie der Wissenschaften (RAN) wurde.
Jemeljanow wurde 1993 Direktor des Moskauer Instituts für Systemanalyse (ISA) der RAN.
Neben seiner Forschungs- und Entwicklungsarbeit lehrte Jemeljanow seit 1989 an der Lomonossow-Universität Moskau (MGU) und leitete den Lehrstuhl für nichtlineare dynamische Systeme und Prozesse der Steuerung der Fakultät für Computermathematik und Kybernetik. Auch leitete er mehr als 30 Jahre lang am Moskauer Institut für Stahl und Legierungen (MISiS) den Lehrstuhl für Ingenieur-Kybernetik, an dem auch Emmanuil Brawerman lehrte.
Jemeljanow war verheiratet und hatte zwei Kinder. Er starb am 15. November 2018 in Moskau und wurde auf dem Friedhof Trojekurowo begraben.

## Ehrungen, Preise
- Leninpreis im geschlossenen Teil der Verleihung (1961)
- Leninpreis im Bereich Wissenschaft und Technik (1972 zusammen mit W. I. Utkin)[8]
- Orden der Oktoberrevolution (1974)[1]
- Orden der Völkerfreundschaft (1979)[1]
- Staatspreis der UdSSR (1980)
- Staatspreis der Russischen Föderation im Bereich Wissenschaft und Technik (1994 zusammen mit S. K. Korowin)[9]
- Verdienstorden für das Vaterland IV. Klasse (1999), III. Klasse (2004), II. Klasse (2015)[10]
- Andronow-Preis der RAN (2000)[11]
- Preis der Regierung der Russischen Föderation 2009 im Bereich Wissenschaft und Technik (2010)[12]
- Orden der Ehre (Russland) (2010)[13]
- Preis der Regierung der Russischen Föderation 2012 im Bereich Bildung (2012)
- Verdienstorden der Republik Polen

## Werke (Auswahl)
- Automatische Regelsysteme mit veränderlicher Struktur. Oldenbourg, 1969; Akademie-Verlag, 1971.
- Control of indefinite nonlinear dynamic systems: induced internal feedback. Springer, 1998.
- Control of Complex and Uncertain Systems: New Types of Feedback. Springer, 2000.
- Homotopy of Extremal Problems: Theory and Applications. De Gruyter, 2007.